# Lyonsiella cordata
Lyonsiella cordata är en musselart som beskrevs av Addison Emery Verrill och Katharine Jeanette Bush 1898. Lyonsiella cordata ingår i släktet Lyonsiella och familjen Verticordiidae. Inga underarter finns listade i Catalogue of Life.